# بيبكران (أرومية)
قرية بيبكران (بالكردية: بیبەکران) هي إحدى القرى التابعة لـمرغور في ريف قسم سيلوانه من مقاطعة أرومية، في محافظة أذربیجان الغربیة الإيرانية.

## السكان
حسب إحصاءات سنة 2006، بلغ إجمالي السكان في بيبكران 214 نسمة وعدد المساكن 35 مسكن. لغة سكان بيبكران هي اللغة الكردية و هم من أهل السنة والجماعة والمذهب الشافعي.